# Шарыпово (городской округ)
Го́род Шары́пово — муниципальное образование и административно-территориальная единица в Красноярском крае России.
Административный центр — город Шарыпово.
С точки зрения административно-территориального устройства является административно-территориальной единицей краевым городом. С точки зрения муниципального устройства образует муниципальное образование со статусом городского округа.

## История
Границы установлены Законом Красноярского края от 21.10.1997 № 15-587 «Об утверждении границ г. Шарыпово Красноярского края».
Статусом городского округа наделен Законом Красноярского края от 25.02.2005 № 13-3131 «Об наделении муниципального образования город Шарыпово статусом городского округа».

## Население
| 1970    | 1979    | 1989    | 2002    | 2009    | 2010    | 2012    |
| ------- | ------- | ------- | ------- | ------- | ------- | ------- |
| 8726    | ↗9458   | ↗53 280 | ↗54 579 | ↘50 754 | ↘48 814 | ↘47 930 |
| 2013    | 2014    | 2015    | 2016    | 2017    | 2018    | 2019    |
| ↘47 503 | ↘46 980 | ↘46 902 | ↗46 956 | ↘46 771 | ↘46 603 | ↘46 139 |
| 2020    | 2021    |         |         |         |         |         |
| ↘46 030 | ↘41 799 |         |         |         |         |         |

## Населённые пункты
В состав городского округа и краевого города входят 3 населённых пункта:
| № | Населённый пункт | Тип населённого пункта        | Население |
| - | ---------------- | ----------------------------- | --------- |
| 1 | Горячегорск      | городской посёлок             | ↘398      |
| 2 | Дубинино         | городской посёлок             | ↘7440     |
| 3 | Шарыпово         | город, административный центр | ↘33 961   |

## Местное самоуправление
Шарыповский городской Совет депутатов
Дата формирования: 13.09.2020. Срок полномочий: 5 лет
Председатель
- Ботвинкина Тамара Юрьевна

Глава города Шарыпово
- Хохлов Вадим Геннадьевич. Дата избрания: 05.04.2022. Срок полномочий: 5 лет.